# Istituto cinematografico Michelangelo Antonioni
L'Istituto cinematografico MIchelangelo Antonioni, in acronimo ICMA, è una accademia cinematografica con sede in villa Calcaterra a Busto Arsizio, attiva nella formazione nazionale di professionalità nel campo cinematografico e televisivo con due curriculum di studi accademici principali in regia e recitazione.

## Storia
L'ICMA è stato fondato nel 2008 grazie al patrocinio e al contributo della Regione Lombardia in collaborazione con l'Amministrazione comunale di Busto Arsizio e Enrica Fico Antonioni, vedova di Michelangelo Antonioni. Gestito come ente privato dalla Fondazione cinema e territorio, fin dalla sua creazione ha costituito un polo formativo e culturale sulle arti cinetelevisive insieme al Busto Arsizio Film Festival e alla Film Commission della Provincia di Varese e dell'Alto Milanese.

## Curriculum formativi
L'ICMA promuove la formazione cinetelevisiva attraverso due curriculum: regia e recitazione, con piani di studi accademici post-diploma triennali.
Tra le materie insegnate: vi sono la regia, la sceneggiatura, la direzione della fotografia, la direzione di casting, la fonica e sonoro, la produzione, la recitazione, l'improvvisazione, la direzione, la scenografia e la produzione.

## Altre attività
L'ICMA si occupa di produzione audiovisiva e cinematografica, principalmente a sfondo sociale: nel 2011 due film brevi Un supereroe in affido di Andrea W. Castellanza e Soltanto uno scherzo di Max Croci hanno partecipato al Giffoni Film Festival.